# Synagoge (Impfingen)
Die ehemalige Synagoge in Impfingen, einem Stadtteil von Tauberbischofsheim im Main-Tauber-Kreis, bestand ab der ersten Hälfte des 19. Jahrhunderts.

## Geschichte

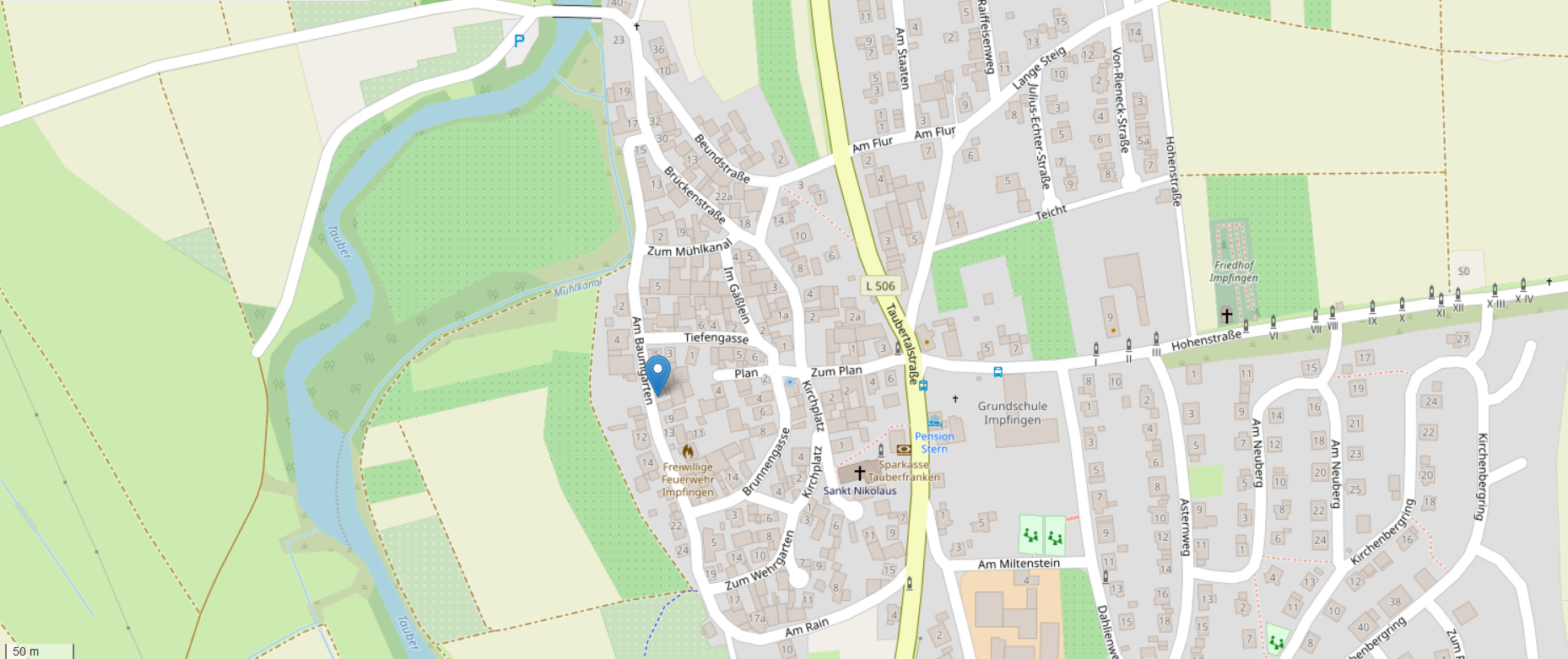
Lage der ehemaligen Synagoge in Impfingen, Am Baumgarten 7

Im zweiten Stock des Hauses von Löb Ehrlich befand sich in der ersten Hälfte des 19. Jahrhunderts ein Betsaal. Geklagt wurde 1850, dass dieser Betsaal eher einer alten Kammer gleicht, anstatt einem Gotteshaus. Die Gemeinde sehnte sich nach einer Synagoge, was jedoch nicht möglich war, da die meisten Gemeindemitglieder kaum oder gar kein Geld hatten. Außerdem gab es kein rituelles Bad und keine israelitische Schule, da diese 1848 abbrannte. Die Gemeinde wendete sich an die Behörden, so trugen am 22. Januar 1850 auf dem Oberamt die Impfinger Synagogenräte Bärmann Gutmann und Fälklein Gutmann das Anliegen der Gemeinde vor. Die Gemeinde wollte ein Haus mit einem Betsaal, einem rituellen Bad, einer Schule und einer Lehrerwohnung. Der Bericht an die Oberbehörden zur Notlage der Impfinger Gemeinde, wurde am 22. Januar 1850 vom Bezirksamt Tauberbischofsheim geschrieben. Das Bezirksamt fragte beim Oberrat der Israeliten Badens und bei der Regierung des Unterrheinkreises, nach einem Kollekte zum Bau der Synagoge. Dies wurde vom Oberrat genehmigt und gab es an das Ministerium des Inneren weiter, welches den Antrag genehmigte. Von den 1.424 Gulden des Kostenvoranschlags übernahm die Versicherung 295 Gulden, auf Grund der abgebrannten israelitischen Schule. Da der Platz des alten Schulhauses zu schmal war, baute man die Synagoge Am Baumgarten 7. Eingeweiht wurde die neue Synagoge am 17. Januar 1853. Die Gemeinde musste allerdings noch Jahre danach das Darlehen abbezahlen, welches aufgenommen wurde, um die restlichen Kosten zu begleichen.